# Rachel Fury
Rachel Brennock (Islington, Londres, Reino Unido, 1961), conocida artísticamente como Rachel Fury, es una cantante británica (aunque sus padres son ambos de origen irlandés), compositora y actriz más conocida por ser parte del trio coral de la vocalización de los coros de Pink Floyd en tres giras mundiales de 1987 a 1989, fue especialmente reconocida por la destacada interpretación vocal de la pieza  "Great Gig In The Sky" creada por Richard Wright.

## Biografía
Rachel Brennock comenzó su carrera como actriz a los diez años, apareciendo en 1971 en la película infantil británica Mr. Horatio Knibbles. Durante la década de 1970 apareció como actriz infantil en varios otros programas de televisión y películas, algunos de los cuales se produjeron, como Mr. Horatio Knibbles, bajo el amparo de la Fundación de Cine para la Infancia del Reino Unido. Al mismo tiempo, Brennock construía una carrera como cantante. En 1972, bajo el nombre de "Weeny Bopper", Brennock grabó el sencillo «David, Donny and Michael», un lanzamiento de Pye records prevista para capitalizar el entusiasmo por David Cassidy, Donny Osmond y Michael Jackson. Para 1978, Brennock fue una cantante de sesión establecida en Londres, conocida por un "descarado" sonido The Ronettes.
En la década de 1980, Brennock adoptó el nombre artístico de Rachel Fury, y estuvo de gira como corista de Howard Devoto y The Lover Speaks. Ella coescribió la canción "When We Dream", con Phil Saatchi para su álbum de 1987 "Wheel of Fortune", su voz aparece en varias canciones de Saatchi. Fury firmó como corista para la gira A Momentary Lapse of Reason de Pink Floyd después de ser presentada a la banda por su exnovio James Guthrie, ingeniero de grabación de toda la vida de Pink Floyd. Ella cantó, junto a Durga McBroom y Lorelei McBroom, los coros de Pink Floyd en sus giras desde 1987 a 1989, y aparece tanto en el video del concierto y el álbum en vivo Delicate Sound of Thunder, la grabación del concierto de 1987 en el Omni de Atlanta, el álbum doble no oficial de Pink Floyd, Prism y Pink Floyd Á Venezia emitido por la televisión italiana en 1989 en Venecia. En estas actuaciones en directo, Fury se caracteriza por su presencia y amplio registro vocal, las voces de apertura sobre «The Great Gig in the Sky», hace los coros de «Time» y que armoniza con David Gilmour en «Comfortably Numb».
Después de 1989, Fury se retiró de los escenarios. De acuerdo en los sitios de fanes de Pink Floyd, ocasionalmente apareció en la banda de otra colaboradora de Pink Floyd,  Durga McBroom como corista en el año 90.
Actualmente  vive retirada en Londres y mantiene un interés en el bienestar animal comunitario.

## Discografía

### Sencillos de estudio
- 1972: David, Donny and Michael

## Filmografía y apariciones de TV
Además de ser cantante ha tenido varios roles en películas y en la televisión.
| Películas | Películas              | Películas      | Películas |
| Año       | Película               | Rol            |           |
| --------- | ---------------------- | -------------- | --------- |
| 1971      | Mr. Horatio Knibbles   | Nancy          |           |
| 1972      | The Darwin Adventure   | Hija de Darwin |           |
| 1972      | Anoop and the Elephant | Penny          |           |
| 1975      | Robin Hood Junior      | Edith          |           |

| Televisión | Televisión                   | Televisión | Televisión                                       |
| Año        | Título                       | Rol        | Episodio                                         |
| ---------- | ---------------------------- | ---------- | ------------------------------------------------ |
| 1973       | Away from It All             | Niña       | "This Quiet Half Hour" (Episodio 8, Temporada 1) |
| 1974       | CBS Children's Film Festival | Penny      | Anoop and the Elephant                           |
| 1979       | Premiere                     | Davina     | "Henry Intervening" (episodio 2, Temporada 3)    |